# Thần quyền

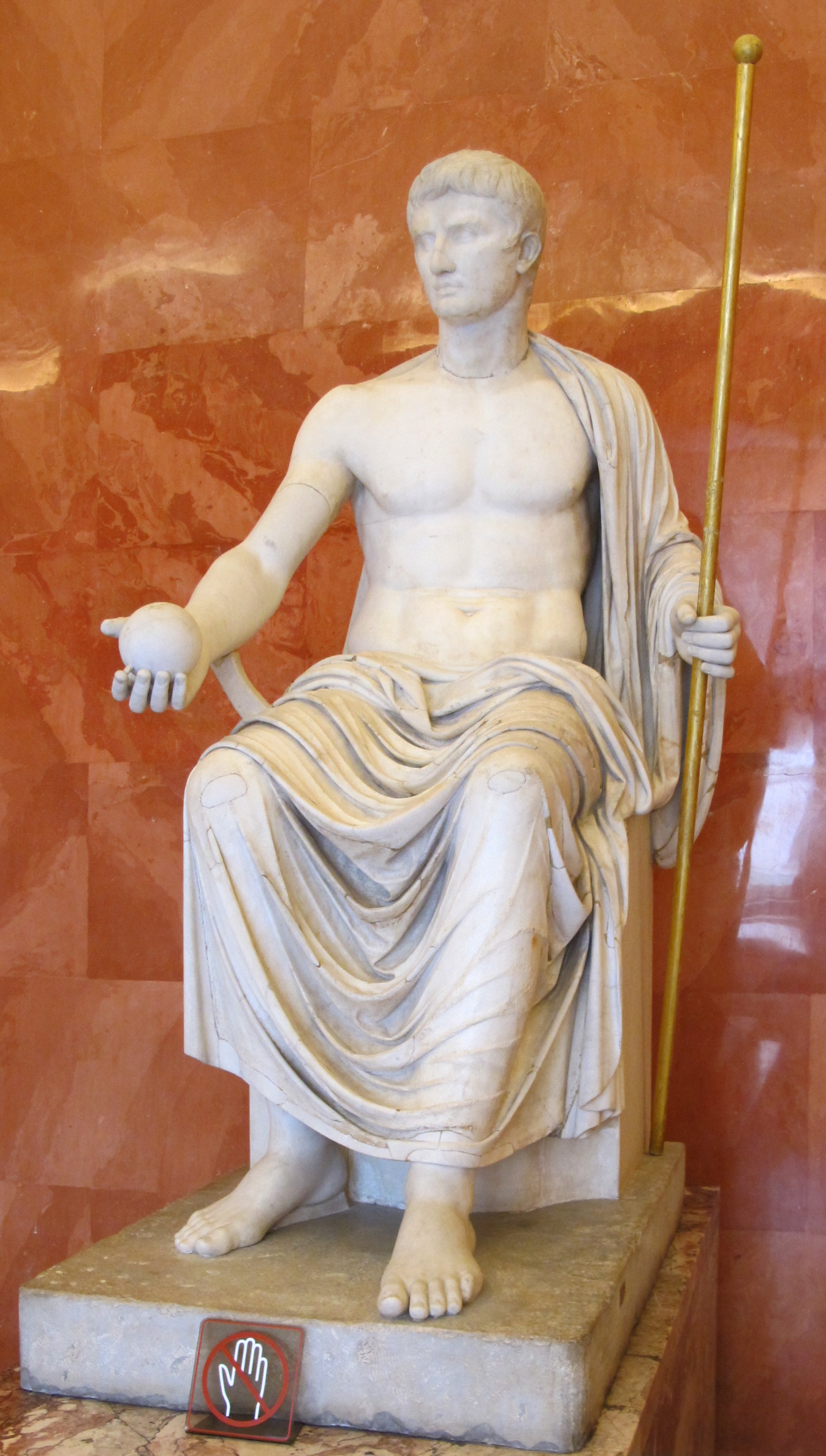
Hoàng đế La Mã Augustus trong vai thần Jupiter, tay cầm quyền trượng và quả cầu (nửa đầu thế kỷ 1 CN)

Thần quyền là một dạng của chế độ chuyên quyền, trong đó một hoặc nhiều vị thần được công nhận là đấng thống trị tối cao, hướng dẫn con người cách thiêng liêng thông qua những người trung gian. Về phần những người trung gian, họ đảm đương các công việc hằng ngày của bộ máy cai trị.

## Định nghĩa
Thuật ngữ "thần quyền" có nguồn gốc từ một thuật ngữ tiếng Hy Lạp Koine là θεοκρατία (n.đ. 'quyền cai trị của thần'), một từ từng được Flavius Iosephus dùng để miêu tả Vương quốc Israel và Vương quốc Judah, qua đó phản ánh quan điểm cho rằng "Thiên Chúa được suy tôn là nguyên thủ" của quốc gia.
Thuật ngữ "thần quyền" theo cách hiểu hiện nay, tức là sự cai trị của một giáo hội hay một thể chế lãnh đạo tôn giáo đối với một quốc gia, có thể được thay thế bằng một thuật ngữ chính xác hơn, đó là chế độ giáo quyền (ecclesiocracy, khác với chủ nghĩa giáo sĩ trị – clericalism).
Trong chế độ giáo quyền, các nhà lãnh đạo tôn giáo đảm nhiệm vai trò lãnh đạo quốc gia; mặc dù vậy, những nhà lãnh đạo này không cho rằng mình là trung gian trao truyền mặc khải thánh.
Một trong những hiện tượng có liên quan với thần quyền đó là việc một chính quyền thế tục (1) cùng tồn tại với một quốc giáo hoặc (2) ủy quyền cho các cộng đồng tôn giáo thực hiện một số chức năng theo luật dân sự. Ví dụ, ở Israel, các tổ chức tôn giáo chính thức được ủy quyền quản lý vấn đề hôn nhân, theo đó mỗi tổ chức tôn giáo cung cấp dịch vụ hôn phối cho các tín đồ của mình; ngoài ra thì không tồn tại hình thức hôn nhân dân sự (không ràng buộc tôn giáo) và hôn nhân trong cộng đồng tôn giáo thiểu số không chính thức.

## Các nền thần quyền hiện tại

### Các nền thần quyền theo Kitô giáo

#### Tòa Thánh
Sau sự kiện Hạ thành Roma diễn ra vào ngày 20 tháng 9 năm 1870, toàn bộ lãnh thổ của Lãnh địa Giáo tông (bao gồm thành phố Roma) được sáp nhập vào Vương quốc Ý. Đến năm 1929, Tòa Thánh ký kết Hiệp ước Laterano với Chính phủ Ý, theo đó Thành quốc Vatican chính thức được thành lập, không mang tư cách kế thừa Lãnh địa Giáo tông và được Vương quốc Ý thừa nhận là một quốc gia độc lập tách ra từ Ý. Nguyên thủ quốc gia của Thành Vatican là Giáo tông của Giáo hội Công giáo, do Hồng y đoàn bầu lên. Giáo tông được bầu lên với nhiệm kỳ trọn đời và kết thúc nhiệm kỳ hoặc khi qua đời, hoặc khi từ nhiệm (trường hợp rất hy hữu). Các giáo tông có đặc quyền bổ nhiệm hồng y, và về phần các hồng y, họ trở thành người bỏ phiếu để bầu ra vị hồng y kế thừa ngôi giáo tông trong một mật tuyển viện.
Quyền bầu cử giáo tông chỉ dành cho các hồng y dưới 80 tuổi. Giáo hoàng cũng có quyền bổ nhiệm một giáo sĩ làm Thứ trưởng Ngoại giao, người trực tiếp phụ trách quan hệ ngoại giao của Tòa Thánh. Hệ thống luật pháp của Thành Vatican bắt nguồn từ bộ Giáo luật của Giáo hội Công giáo. Theo Luật cơ bản của Nhà nước Thành Vatican, Giám mục của Giáo phận Roma, trong vai trò Thượng giáo tông, "sở hữu trọn vẹn quyền lập pháp, hành pháp và tư pháp." Tuy luật pháp của Thành Vatican phát xuất từ luật pháp thế tục của nước Ý, tại Điều 3 của Luật về Nguồn của pháp luật vẫn còn một khoản mục cho phép thi hành "các sắc luật do Vương quốc Ý ban hành".

#### Núi Athos
Núi Athos là một bán đảo có núi tại Hy Lạp và cũng là một lãnh thổ tự trị thuộc Giáo hội Chính thống giáo Đông phương. Núi Athos là nơi tọa lạc của 20 đan viện trực thuộc thẩm quyền của Giáo trưởng thành Constantinopolis. Cho đến nay, Kitô giáo đã hiện diện trên bán đảo Núi Athos được gần 1.800 năm mà không bị đứt quãng; các tu viện từng và hiện đang hoạt động tại bán đảo này có niên đại ít là từ năm 800 CN. Quyền tự quản của Núi Athos được thiết lập bởi một sắc chỉ do Hoàng đế Đông La Mã Ioannes I Tzimiskes ban hành vào năm 972 và đến năm 1095 thì được Hoàng đế Alexios I Komnenos xác nhận một lần nữa. Vào năm 1912, trong Chiến tranh Balkan lần thứ nhất, Vương quốc Hy Lạp thành công giành lại quyền kiểm soát Núi Athos từ tay Đế quốc Osman. Tuy vậy, phải đến khi Hy Lạp giải quyết xong một tranh chấp ngoại giao với Đế quốc Nga khi nước này tan rã trong Chiến tranh thế giới thứ nhất thì Núi Athos mới được công nhận rộng rãi là một phần lãnh thổ của Hy Lạp.
Lãnh thổ Núi Athos được miễn trừ cơ chế tự do dịch chuyển hàng hóa và người lao động phát xuất từ tư cách thành viên Liên minh châu Âu của Hy Lạp, và du khách muốn vào Núi Athos thì buộc phải có sự cho phép đặc biệt của các đan sĩ tại đây. Số lượng du khách hằng ngày vào Núi Athos là có giới hạn và tất cả những các du khách buộc phải có giấy thông hành. Chỉ có đàn ông là được phép vào lãnh thổ Núi Athos, trong đó những tín đồ Chính thống giáo Đông phương được quyền ưu tiên khi xin cấp giấy thông hành. Cư dân của Núi Athos phải là đàn ông không dưới 18 tuổi, là tín đồ Chính thống giáo Đông phương và hoặc là đan sĩ, hoặc là công nhân xây dựng.
Núi Athos được cai quản bởi một hội đồng bao gồm các đại biểu đến từ 20 tu viện và một vị Thủ hiến do Bộ Ngoại giao Hy Lạp bổ nhiệm. Cộng đồng đan sĩ trên núi Athos nằm dưới sự lãnh đạo của một đan sĩ mang chức vị Protos.

### Các nền thần quyền theo Islam giáo
Cộng hòa Islam là tên chính thể của một số nước sử dụng luật Sharia làm luật pháp chính thức như Iran, Pakistan và Mauritanie. Pakistan lấy tên chính thể Cộng hòa Islam giáo theo Hiến pháp 1956, kế đến là Mauritanie vào ngày 28 tháng 11 năm 1958, và Iran vào năm 1979, sau khi Cách mạng Iran thành công lật đổ triều đại Pahlavi.
Thuật ngữ "Cộng hòa Islam giáo" có thể được hiểu theo nhiều cách khác nhau và đôi khi các ý nghĩa mâu thuẫn với nhau. Một số nhà lãnh đạo Islam giáo ở vùng Trung Đông và châu Phi ủng hộ thể chế trên cho rằng Cộng hòa Islam là một quốc gia với bộ máy cai trị có yếu tố Islam giáo. Họ coi dạng chính thể này là một sự nhượng bộ giữa thể chế Khalifah thuần túy và một thể chế thế tục theo chủ nghĩa dân tộc và chủ nghĩa cộng hòa. Cũng theo quan điểm của họ, luật pháp hình sự của một Cộng hòa Islam giáo phải tương thích với luật Sharia ở một mức độ nào đó (từ một phần cho đến toàn phần) và một nhà nước Islam giáo không nhất thiết phải theo chế độ quân chủ như nhiều quốc gia Trung Đông hiện nay.

#### Afghanistan
Afghanistan từng là một quốc gia thần quyền theo Islam giáo khi phong trào Taliban lên nắm quyền từ năm 1996 đến năm 2001. Trải qua một giai đoạn Afghanistan chịu sự kiểm soát của thế lực Cộng hòa, đến năm 2021, phong trào Taliban tái lập Tiểu vương quốc Islam giáo Afghanistan và thành công khôi phục nền thần quyền tại nước này.
Tại Afghanistan, các thủ lĩnh bộ lạc và tù trưởng có quyền kiểm soát trực tiếp đối với một số thị trấn, làng mạc và khu vực nông thôn. Phong trào Taliban chủ trương thiết lập lại trật tự và luật pháp cũng như áp dụng luật Sharia và nhiều sắc lệnh tôn giáo của Mullah Mohammed Omar cách nghiêm ngặt trên khắp lãnh thổ Afghanistan.
Trong thời kỳ Tiểu vương quốc Islam giáo thứ nhất, nhà nước Afganistan tuân theo trường phái luật học Islam giáo Hanafi và các sắc lệnh tôn giáo của Mullah Mohammed Omar khi diễn giải luật Sharia. Luật pháp nước Afghanistan khi đó nghiêm cấm các hành vi trái với chủ nghĩa cơ yếu Islam giáo cực đoan, chẳng hạn như việc ăn thịt heo và uống rượu cồn; các thể loại công nghệ dành cho người tiêu dùng như âm nhạc, truyền hình, điện ảnh; các loại hình nghệ thuật như hội họa và nhiếp ảnh; nghiêm cấm đàn ông và phụ nữ tham gia các hoạt động thể thao, bao gồm bóng đá và cờ vua; các hoạt động giải trí như thả diều; nuôi nhốt chim bồ câu và các loài thú cưng khác. Các rạp chiếu phim bị buộc ngừng hoạt động và được chuyển thể thành thánh đường Islam giáo. Nhà nước Afghanistan cũng nghiêm cấm việc ăn mừng ngày Tết Dương lịch và Tết Ba Tư. Người dân không được phép chụp hay trưng bày ảnh phong cảnh và ảnh chân dung vì đây được coi là những hình thức thờ ngẫu tượng. Phụ nữ không được phép đi làm và đi học, buộc phải thực hành purdah và phải có người thân là nam giới đi cùng mỗi khi ra khỏi nhà. Đàn ông không được phép cạo râu và phải để râu mọc dài, cùng phải đeo khăn turban mỗi khi ra khỏi nhà. Tất cả người dân buộc phải tham gia đầy đủ năm giờ kinh Islam giáo và những ai không chấp hành việc đọc giờ kinh tại thánh đường sau khi nghe tiếng gọi azzan sẽ bị bắt tạm giam. Luật pháp Afghanistan cũng nghiêm cấm việc đánh bạc. Một số người phạm tội trộm cắp tài sản bị chém lìa chân hoặc tay. Vào năm 2000, nhà lãnh đạo Taliban là Mullah Mohammed Omar đã ra lệnh cấm trồng cây anh túc và buôn lậu ma túy trên toàn nước Afghanistan; đến năm 2001, nước Afghanistan đã thành công tiệt trừ được ngành sản xuất thuốc phiện (99%). Trong thời kỳ Taliban cai trị Afghanistan, những người buôn bán và sử dụng ma túy đều bị truy tố cách nặng nề.

#### Cộng hòa Hồi giáo Iran
Cộng hòa Hồi giáo Iran có thể chế thần quyền từ năm 1979. Tuy nhiên hệ thống chính trị của Iran cũng có những yếu tố dân chủ. Theo hiến pháp thì hội đồng chuyên môn mà được bầu trực tiếp từ người dân có thể hạ bệ Lãnh tụ tối cao, người có nhiều quyền hạn hơn tổng thống Iran. Tuy nhiên để ứng cử vào hội đồng này, những học giả Hồi giáo phải có hàm vị tôn giáo Hodschatoleslam, mà theo điều 109 của hiến pháp thích hợp để giữ vai trò lãnh đạo về chính trị và xã hội và có khả năng đưa ra những đánh giá về luật pháp. Việc này tuy nhiên chỉ là một vấn đề hàn lâm không thực tế, vì vị lãnh tụ đã chọn phân nửa hội đồng kiểm soát, và hội đồng đã lựa ra những ai được phép tranh cử hội đồng chuyên môn.